# ماریو مونگه
ماریو مونگه (اسپانیایی: Mario Monge‎؛ زادهٔ ۲۷ نوامبر ۱۹۳۸) بازیکن فوتبال اهل السالوادور بود.
از باشگاه‌هایی که در آن بازی کرده‌است می‌توان به باشگاه فوتبال فاس و باشگاه فوتبال آلیانسا اشاره کرد.
وی همچنین در تیم ملی فوتبال السالوادور بازی کرده‌است.